# Polygala brandegeeana
Polygala brandegeeana är en jungfrulinsväxtart som beskrevs av Chod.. Polygala brandegeeana ingår i släktet jungfrulinssläktet, och familjen jungfrulinsväxter. Inga underarter finns listade i Catalogue of Life.